# 渡部累
渡部 累（わたなべ るい、1983年12月6日 - ）は、日本のモデル、女優、フィットネス講師である。

## 人物
1983年（昭和58年）生まれ。東京都出身。関東国際高等学校卒業。
2007年のミス・ワールドジャパンに選ばれており、ミス・ワールド2007に日本代表として出場、ビーチ・ビューティ部門でTOP20、スポーツ部門ではTOP16入りの成績を収めた。また翌2008年のミス・ユニバース・ジャパンにも出場している。